# Hylaeus aspricollis
Hylaeus aspricollis là một loài Hymenoptera trong họ Colletidae. Loài này được Vachal mô tả khoa học năm 1901.